# Alphabet de l'Ienisseï
L'alphabet de l'Ienisseï est une variante de l'alphabet de l'Orkhon, probablement plus ancien, et trouvé sur des rochers et des pierres funéraires de l'Ienisseï. Il a notamment été étudié par Vilhelm Thomsen et Annemarie von Gabain. Il a été également été utilisé sur des monnaies, pour écrire la langue turque.
Cependant, il a pu être attribué à d'autres peuples que les Turks, peut-être des Tchoudes selon des traditions tartares.
Il admet comme variante l'alphabet de Talas, de 29 lettres, qui a existé entre le VIIIe et le Xe siècle. Les inscriptions connues sont le rocher de Terek-Say (1897), le texte de Koysary, la gorge de Bakaiyr et Kalbak-Tash.